# Dòng thời gian của đại dịch COVID-19
Dòng thời gian của đại dịch COVID-19 liệt kê các bài viết chứa dòng thời gian và dịch tễ học của SARS-CoV-2, tác nhân gây bệnh virus corona 2019 (COVID-19) và đại dịch COVID-19. 
Các trường hợp nhiễm COVID-19 đầu tiên ở con người được xác nhận tại Vũ Hán, Trung Quốc vào tháng 12 năm 2019. Tổ chức Y tế Thế giới đã tuyên bố dịch COVID-19 là Tình trạng Khẩn cấp Y tế Công cộng Quốc tế vào ngày 30 tháng 1 năm 2020 và là một đại dịch vào ngày 11 tháng 3 năm 2020. Ở giai đoạn này, không thể xác định chính xác người Trung Quốc ban đầu bị nhiễm SARS-CoV-2 bằng cách nào.

## Theo tháng và năm
- 2019
- 2020: tháng 1, 2, 3, 4, 5, 6, 7, 8, 9, 10, 11, 12
- 2021: tháng 1, 2, 3, 4, 5, 6, 7, 8, 9, 10, 11, 12
- 2022: tháng 1, 2, 3, 4, 5, 6, 7, 8, 9, 10, 11, 12
- 2023
- 2024

## Theo quốc gia
- Việt Nam (2020, 2021, 2022, 2023, 2024)